# 23 أبريل
- السبت
- الأحد
- الاثنين
- الثلاثاء
- الأربعاء
- الخميس
- الجمعة

- 2929 رمضان 1446  هـ
- 301 شوال 1446  هـ
- 312 شوال 1446  هـ
- 13 شوال 1446  هـ
- 24 شوال 1446  هـ
- 35 شوال 1446  هـ
- 46 شوال 1446  هـ
- 57 شوال 1446  هـ
- 68 شوال 1446  هـ
- 79 شوال 1446  هـ
- 810 شوال 1446  هـ
- 911 شوال 1446  هـ
- 1012 شوال 1446  هـ
- 1113 شوال 1446  هـ
- 1214 شوال 1446  هـ
- 1315 شوال 1446  هـ
- 1416 شوال 1446  هـ
- 1517 شوال 1446  هـ
- 1618 شوال 1446  هـ
- 1719 شوال 1446  هـ
- 1820 شوال 1446  هـ
- 1921 شوال 1446  هـ
- 2022 شوال 1446  هـ
- 2123 شوال 1446  هـ
- 2224 شوال 1446  هـ
- 2325 شوال 1446  هـ
- 2426 شوال 1446  هـ
- 2527 شوال 1446  هـ
- 2628 شوال 1446  هـ
- 2729 شوال 1446  هـ
- 2830 شوال 1446  هـ
- 291 ذو القعدة 1446  هـ
- 302 ذو القعدة 1446  هـ
- 13 ذو القعدة 1446  هـ
- 24 ذو القعدة 1446  هـ

23 أبريل أو 23 نيسان أو يوم 23 \ 4 (اليوم الثالث والعشرون من الشهر الرابع) هو اليوم الثالث عشر بعد المئة (113) من السنة البسيطة، أو اليوم الرابع عشر بعد المئة (114) من السنوات الكبيسة وفقًا للتقويم الميلادي الغربي (الغريغوري). يبقى بعده 252 يوما لانتهاء السنة.

## أحداث
- 749 - سقوط الدولة الأموية.
- 1526 - سليمان القانوني ينطلق من إسطنبول باتجاه أوروبا من أجل معركة موهاكس التي تعتبر أضخم نصر عثماني ومهدت لدخول الدولة العثمانية إلى قلب أوروبا.
- 1895 - روسيا وألمانيا وفرنسا يطالبون اليابان بإعادة «شبه جزيرة لياودونغ» إلى الصين وذلك بعد المفاوضات الثلاثية بينهم.
- 1904 - الولايات المتحدة تحصل على ملكية شركة قناة بنما من فرنسا.
- 1910 - الرئيس الأمريكي ثيودور روزفلت يلقي خطابه المواطنة في جمهورية في فرنسا.
- 1920 - تأسيس البرلمان التركي، وتعيين هذا اليوم عيدًا السيادة الوطنية والطفولة في تركيا.
- 1945 - قوات الحلفاء تصل إلى نهر بادي في إيطاليا أثناء الحرب العالمية الثانية.
- 1966 - نيسان موتورز تبدأ ببيع نيسان صني.
- 1982 - استقلال جمهورية الكونش من الولايات المتحدة
- 1985 - إطلاق نار على رئيس تحرير جريدة السياسة الكويتية أحمد الجار الله أدت إلى إصابته بجروح بليغة.
- 2002 - إعادة افتتاح مكتبة الإسكندرية بعد أن اندثرت لأكثر من 1600 سنة وذلك بعد إعادة بنائها وتجهيزها بمساعدات دولية.
- 2003 - السلطات الصينية تغلق جميع المدارس والجامعات في البلاد لمدة إسبوعين بسبب انتشار وباء سارس.
- 2004 -
  - مقتل خمسة من الإسلامين المتشددين على يد قوات الأمن السعودية في مدينة جدة بعد مطاردة بالسيارات.
  - مقتدى الصدر يهدد بشن عمليات انتحارية ضد الجيش الأمريكي إذا ما قام الجيش بهجمات على النجف وكربلاء.
- 2013 - اختطاف بولس يازجي مطران حلب للروم الأرثوذكس، وغريغوريوس يوحنا إبراهيم مطران حلب للسريان الأورثوذكس من قبل مسلحين أثناء تواجدهم في منطقة تحت سيطرة المعارضة السورية في حلب، ولم تعلن أية جهة مسؤوليتها عن الاختطاف.
- 2018 -
  - استقالة سيرج سركسيان من رئاسة وزراء جمهورية أرمينيا على خلفية الاحتجاجات الشعبية التي طالبته بالرحيل.
  - مقتل 10 أشخاص وإصابة 14 آخرين بِجُرُوح نتيجة هُجُوم دهسٍ في مدينة تورونتو بِكندا.
  - فوز محمد صلاح بجائزة أفضل لاعب في الدوري الإنجليزي.
- 2019 - الهيئة الوطنية للانتخابات في مصر، تعلن إقرار تعديلات دستورية، بعد مشاركة 44% من إجمالي الناخبين، وموافقة أكثر من 88% مقابل رفض حوالي 11% من إجمالي عدد الأصوات الصحيحة التي بلغت حوالي 97%.
- 2025 - إصابة ما لا يقل عن 359 شخصًا جراء زلزال ضرب بحر مرمرة بالقرب من مدينة إسطنبول بتركيا.

## مواليد
- 1791 - جيمس بيوكانان، رئيس الولايات المتحدة الخامس عشر.
- 1823 - عبد المجيد الأول، سلطان عثماني.
- 1858 - ماكس بلانك، عالم فيزياء ألماني حاصل على جائزة نوبل في الفيزياء عام 1918.
- 1861 - إدموند ألنبي، جنرال بريطاني.
- 1867 - يوهانس فيبيغر، طبيب دنماركي حاصل على جائزة نوبل في الطب عام 1926.
- 1897 - ليستر بولز بيرسون، رئيس وزراء كندا حاصل على جائزة نوبل للسلام عام 1957.
- 1899 -
  - بيرتل أولين، اقتصادي سويدي حاصل على جائزة نوبل في العلوم الاقتصادية عام 1977.
  - فلاديمير نابوكوف، كاتب روسي أمريكي.
- 1902 - هالدور لاكسنس، أديب آيسلندي حاصل على جائزة نوبل في الأدب عام 1955.
- 1907 - بدر لاما، ممثل فلسطيني.
- 1941 - راي توملينسون، مبرمج أمريكي وصاحب فكرة البريد الإلكتروني.
- 1943 - فايتنغ هارادا، ملاكم ياباني.
- 1951 - مسعد نور، لاعب كرة قدم مصري.
- 1957 - كينجي كاواي، ملحن ياباني.
- 1961 - فلة، مغنية جزائرية.
- 1962 - جون هانا، ممثل اسكتلندي.
- 1968 -
  - تيموثي مك فاي، المسؤول عن تفجير المبنى الفيدرالي في أوكلاهوما.
  - عائشة بنت الحسين، شقيقة ملك الأردن عبد الله الثاني بن الحسين.
  - زين بنت الحسين، شقيقة ملك الأردن عبد الله الثاني بن الحسين.
- 1972 - أحمد عزمي، ممثل مصري.
- 1974 - أشرف مصيلحي، ممثل مصري.
- 1977 -
  - كال بين، ممثل أمريكي.
  - لي يونغ بو، لاعب كرة قدم كوري جنوبي.
  - جون سينا، مصارع أمريكي.
  - أراش، مغني سويدي من أصل إيراني.
- 1983 - آلاء عفاش، ممثلة سورية.
- 1986 - ريم عبد الرحمن، ممثلة قطرية.
- 1988 - فيكتور أنيتشيبي، لاعب كرة قدم نيجيري.
- 1989 - نيكول فايديسوفا، لاعبة كرة مضرب تشيكية.
- 1990 - ديف باتل، ممثل إنجليزي.
- 1994 - باتريك أولسن، لاعب كرة قدم دنماركي.
- 1995 - جيجي حديد، عارضة أزياء أمريكية.
- 2018 - لويس أمير ويلز.

## وفيات
- 303 - جرجس، قديس مسيحي.
- 1014 - بريان بورو، ملك أيرلندا الأعلى.
- 1616 - وليم شكسبير، كاتب إنجليزي.
- 1850 - ويليام ووردزوورث، شاعر إنجليزي.
- 1911 - نجيب إبراهيم طراد، صفحي ومترجم لبناني عثماني.
- 1951 - تشارلز جيتس دوز، نائب رئيس الولايات المتحدة من عام 1925 إلى 1929 حاصل على جائزة نوبل للسلام عام 1925.
- 1959 - محمد الجواد الجزائري، شاعر وفيلسوف وثائر مجاهد عراقي.
- 1963 -
  - رياض القصبجي، ممثل مصري.
  - يتسحاق بن تصفي، رئيس إسرائيل الثاني.
- 1966 - نعيمة عاكف، ممثلة مصرية.
- 1989 - أنور إسماعيل، ممثل مصري.
- 1991 - زين العشماوي، ممثل مصري.
- 2005 - لمياء فغالي، ممثلة لبنانية.
- 2006 - كمال سبتي، شاعر عراقي.
- 2007 - بوريس يلتسن، أول رؤساء روسيا الإتحادية.
- 2009 - عمر بهمن، سياسي بوسني.
- 2010 - فؤاد صادق مفتي، دبلوماسي سعودي.
- 2011 - مسعد نور، لاعب كرة قدم مصري.
- 2019 - عباسي مدني، مُقاوم جزائري وأحد مُؤسسي الجبهة الإسلامية للإنقاذ .
- 2021 -
  - مصطفى سعدون، لاعب كرة قدم عراقي.
  - عبد الرحمان بن خالفة، اقتصادي وسياسي جزائري.
- 2022 - صلاح التعمري، سياسي و قائد عسكري فلسطيني.

## أعياد ومناسبات
- اليوم العالمي للكتاب.
- اليوم العالمي للغة الإنجليزية.
- اليوم الوطني لجمهورية الكونش.

## وصلات خارجية
- وكالة الأنباء القطريَّة: حدث في مثل هذا اليوم.
- النيويورك تايمز: حدث في مثل هذا اليوم.
- BBC: حدث في مثل هذا اليوم.